# Ártörténet
Az ártörténet a gazdaságtudományon belül a gazdaságtörténet egy régi-új tudásterülete, más néven történeti árstatisztika. Az ártörténet fő célja a pénzérték viszonyok feltárása, valamint pénzek relatív vásárlóerejének megállapítása nagyobb idősávokat, évtizedeket-évszázadokat átfogva. Miért új? Mert mára vált lehetővé, hogy a régi árakat, béreket, indexeket nagy tömegben lehessen vizsgálni informatikai és statisztikai módszerekkel. Olyan összefüggéseket lehet megállapítani, amelyek korábban, a vizsgálati módszerek körülményessége, korlátai miatt lehetetlenek voltak.

## Meghatározása

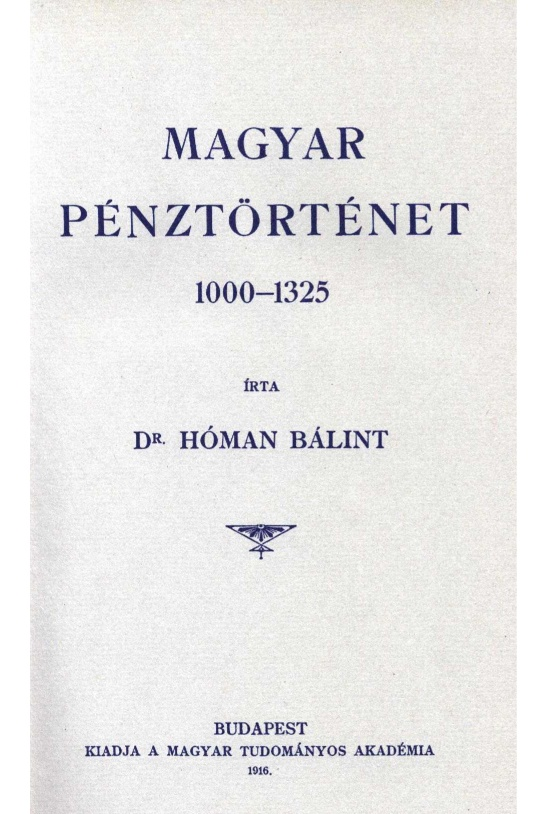
Hóman Bálint: Magyar pénztörténet

A magyar ártörténet atyja, Hóman Bálint a Magyar pénztörténet 1000–1325 munkájában természetesnek vette, hogy nem csak a pénztörténettel, hanem rögtön a pénz értékével, vásárlóerejével is foglalkozott. Ő fogalmazza meg először az ártörténet célját, küldetését:
„A gazdaságtörténetnek a pénztörténettel szorosan összefüggő, de külön tudományként művelt ága az ártörténet vagy történeti árstatisztika. Az ártörténet feladata – a történetíró szempontjából – a magángazdaságok gazdasági elhelyezkedésének vizsgálata, az egyes társadalmi osztályok vagy egyének megélhetési viszonyainak, gazdasági helyzetének és a jövedelmek értékének a pénz vásárlóereje alapján való megállapítása. Az ártörténet a vagyon alkatrészeit tevő földbirtok, ház, emberi és állati munkaerő, valamint a nevezetesebb szükségleti – élelmi, ruházati és háztartási – czikkek pénzbeli ellenértékének megállapítása és az így nyert eredményeknek a különböző osztályok és egyének vagyoni helyzetével való viszonyba hozatala által éri el a
célját.”
Az ártörténet egy olyan interdiszciplináris terület, amely rokonságban van a gazdaságtörténeten túl a társadalomtudományokkal, a numizmatikával, a szociológiával, módszertanát tekintve pedig statisztikai és informatikai eszközöket használ az elemzésekhez.

## Alkalmazása
Az ártörténet alkalmazási területeit és alkalmazóit
tekintve nagyon széles a skála:
- Történészek, gazdaságtörténet kutatók
- Gazdasági szakemberek, közgazdászok, gazdaságkutató cégek
- Levéltárak, könyvtárak
- Írók, filmesek, akik referencia számokat igényelnek munkáikhoz
- Régiségekkel, a múlt hagyatékaival foglalkozók, árjegyzék gyűjtők
- Nagyközönség, aki emlékeit, családi történeteit akarja pontosabban érteni.

Az egyik legizgalmasabb ártörténeti kérdés a hosszabb időtávra vonatkozó idősoros elemzések és azok eredményei: pl. jobban élnek-e a mai emberek, mint a szocializmusban, illetve milyen értelemben? Milyen összefüggés van a vásárlóerő és a GDP között? Mennyivel keres jobban egy munkás vagy alkalmazott most, mint száz éve, a “boldog békeidőkben”: mennyi kenyeret tudott venni akkor és most? Mennyit költött lakásra, és mennyit most?
Az ártörténet abból indul ki, hogy abszolút skála nincs, tehát ezekre a kérdésekre nyilván nem lehet egzakt választ adni. Többféle értékmérő, többféle módszer létezik, ezek gondos válogatásával, alkalmazásával lehet közelítő becsléseket adni. Mint ahogy a modern inflációmérésben is többféle módszert használnak, itt sem létezik egyértelmű, mindenki által kritika nélkül elfogadott értékmérő módszer.

## Területei
- Kiskereskedelmi árak
- Nagykereskedelmi árak
- Infláció és vásárlóerő indexek
- Bérek, reálbérek
- Egyéni és társadalmi fogyasztás
- Arany és ezüstárak
- Valuta és deviza árfolyamok.

Nemcsak árak elemzése tartozik az ártörténet körébe, hanem a bérek történeti-statisztikai feldolgozása, az inflációtörténet, a pénzérték
(azaz vásárlóerő) számítás (pl. mennyit érne most egy 1907-es 100 koronás), indexek alakulása (mint pl. létfenntartási index). Az arany- és ezüstárak története automatikusan része az ártörténetnek, hiszen régebben ezek a nemesfémek képezték az gazdasági alapját a forgalmi pénzeknek és az ebből eredő paritásoknak. Ugyancsak része az ártörténetnek a valuták és devizák nemzetközi váltóárfolyamai, azok alakulása.
Célját és megközelítését tekintve beszélhetünk
- leíró,
- statisztikai, és
- elemző

ártörténetről. A leíró történet csak közli a régi árakat, árarányokat, és kiemeli az érdekes vagy éppen furcsa árarányokat, például az
extrém hiperinflációs eseményeket. A statisztikai ártörténet legkülönfélébb arányokat, indexeket, paritásokat, azaz pénzérték viszonyokat számol. Az elemző ártörténet mélyebb gazdaságtörténeti összefüggéseket állapít meg a statisztikai eredmények és a történelmi események összevetésével.

## A magyar ártörténet alapmunkái
Az ártörténet.hu weblap részletesen taglalja az egyes korok árait, béreit, valutaárfolyamait, segítséget adva a különböző pénzek, pénznemek vásárlóerejének megértéséhez.
Az elmúlt száz év legfontosabb alapmunkái az ártörténet területén:
- Árstatisztika (1867–1911)[halott link]. Magyar Statisztikai Közlemények, Uj sorozat, 44. Kötet. Budapest, Magyar Kir. Központi Statisztikai Hivatal, 1913.
- Hóman Bálint: Magyar pénztörténet 1000-1325. Budapest, Magyar Tudományos Akadémia, 1916.
- Dányi Dezső, Zimányi Vera: Soproni árak és bérek a középkortól 1750-ig. Budapest, Akadémiai Kiadó, 1989
- Hajpál Gyula: Áralakulás a két világháború között. Mezőgazdasági termékek ára. Budapest, Központi Statisztikai Hivatal, 1973.
- Molnárfi Tibor: Áralakulás a két világháború között. Ipari termékek ára. Budapest, Központi Statisztikai Hivatal, 1973.
- Botos János: A korona, pengő és forint inflációja (1900-2006). Budapest, Szaktudás Kiadó Ház, 2006.
- Marton Ádám: Infláció, fogyasztói árak Magyarországon a második világháború után, Statisztikai Szemle, 90. évf. 5. sz és 6. sz. (2012)

## Nemzetközi kutatások
Európában a közelmúlt árstatisztikájával az Európai Unió statisztikai hivatala, az Eurostat foglalkozik legtöbbet. Szinte mindenre kiterjedő statisztikai számításai lehetővé teszik, hogy az egyes uniós országok árait és béreit közvetlenül és közvetve is összehasonlítsuk.
Az amerikai Measuring worth kutatás két chicagói professzor Lawrence H. Officer és Samuel H. Williamson kezdeményezése, ami elsősorban az angolszász ártörténetet és gazdasági értékmérést dolgozta fel több száz évre visszamenően, beleértve a dollár és font vásárlóértékét, a nemzetközi aranyárak változásait, a GDP statisztikákat.
Az informatika
legmodernebb alkalmazását mutatja az MIT (Massachusetts Institute of
Technology) egyetem Billion Prices Project-je, ami napi szinten mér inflációt az árak folyamatos figyelésével több országban.